# Helena Valley Southeast
Helena Valley Southeast és una concentració de població designada pel cens dels Estats Units a l'estat de Montana. Segons el cens del 2000 tenia 7.141 habitants.

## Demografia
Segons el cens del 2000, Helena Valley Southeast tenia 7.141 habitants, 2.495 habitatges, i 1.941 famílies. La densitat de població era de 170,4 habitants per km².
Dels 2.495 habitatges en un 47,9% hi vivien nens de menys de 18 anys, en un 59,5% hi vivien parelles casades, en un 12,8% dones solteres, i en un 22,2% no eren unitats familiars. En el 16,6% dels habitatges hi vivien persones soles el 4,1% de les quals corresponia a persones de 65 anys o més que vivien soles. El nombre mitjà de persones vivint en cada habitatge era de 2,86 i el nombre mitjà de persones que vivien en cada família era de 3,23.
Per edats la població es repartia de la següent manera: un 34,4% tenia menys de 18 anys, un 7,1% entre 18 i 24, un 33,7% entre 25 i 44, un 19,5% de 45 a 60 i un 5,4% 65 anys o més.
L'edat mediana era de 31 anys. Per cada 100 dones de 18 o més anys hi havia 96,9 homes.
La renda mediana per habitatge era de 38.147 $ i la renda mediana per família de 41.993 $. Els homes tenien una renda mediana de 32.343 $ mentre que les dones 21.112 $. La renda per capita de la població era de 14.349 $. Aproximadament el 5,6% de les famílies i el 7,4% de la població estaven per davall del llindar de pobresa.

## Poblacions més properes
El següent diagrama mostra les poblacions més properes.